# Lehmrade
Lehmrade település Németországban, Schleswig-Holstein tartományban. Lakosainak száma 597 fő (2023. december 31.).

## Népesség
A település népességének változása:
| Lakosok száma | 342  | 490  | 521  | 549  | 570  | 577  | 597  |
|               | 1975 | 2014 | 2017 | 2019 | 2021 | 2022 | 2023 |